# 板门店宣言
《板门店宣言》（韓語：판문점 선언），又称《4·27宣言》，韩国全称《为促进韩半岛和平、繁荣、统一的板门店宣言》（韓語：4·27 선언），朝鲜全称《为实现朝鮮半岛和平、繁荣和统一的板门店宣言》，是由朝鲜民主主义人民共和国（朝鲜）國務委員會委員長金正恩与大韩民国（韩国）总统文在寅于2018年4月27日举行首脑会谈后共同签署的宣言。

## 主要内容
1. 韩朝将尽快促成高级别会谈等各领域的对话和谈判，想方设法落实首脑会谈达成的共识；
2. 韩朝将在开城地区设立双方官员常驻的南北共同聯絡事務所，以期加紧官方协商并确保民间交流合作顺利进行；
3. 举行韩朝红十字会会谈协商离散亲人团聚等问题，2018年8月15日将举行离散亲人团聚活动；
4. 停止一切相互敌对的行为，保证互不侵犯；自2018年5月1日起，停止軍事分界線一帶一切敵對行為，將南北韓非軍事區化為和平地帶。
5. 在2018年年内宣布结束战争状态，推进停和机制转换，为建立牢固的永久性和平机制，努力促成韩国、朝鲜、美国三方会谈或韩国、朝鲜、美国、中国四方会谈；
6. 大韩民国总统文在寅于2018年秋天访问平壤。[1][5]

## 後續
2018年5月5日，根據《板門店宣言》，韩国军方將位于朝韩边境军事分界线的80余台扩音器全部拆除。
2023年11月22日，韓國方面決定中止《〈板门店宣言〉军事领域履行协议》部分效力。之後韩方在韩朝军事分界线一带的对朝侦察、监视活动将立即恢复。朝鲜国防省23日宣布立即恢复根据该协议停止的一切军事措施。板門店宣言名存實亡。